# María Aura
María Aura Boullosa (Ciudad de México, 25 de septiembre de 1982), conocida como María Aura, es una actriz mexicana.

## Biografía
Es hija de Alejandro Aura, escritor, y de Carmen Boullosa, escritora, y sobrina de Marta Aura, actriz.
María fue columnista de la revista Esquire con la columna “Hombres con Aura”. Ha participado en diversos programas de fomento a la lectura. Es codirectora artística del Foro de La Fábrica en la ciudad de Querétaro, México.

## Carrera
Debutó en cine en Y tu mamá también (2001), de Alfonso Cuarón. Algunas películas en las que ha participado son Niñas mal (2006), Arráncame la vida (2008), Conozca la cabeza de Juan Pérez  (2008) y Amar (2009). Fue protagonista, al lado de Kuno Becker, de Las paredes hablan (2012), y también participó en Me late chocolate (2013), de Joaquín Bissner, y en Testigo íntimo (2015), co- producción México-Argentina presentada en el Festival de Cannes; Te juro que yo no fui (2018), de Joaquín Bisner, e Influenza (2018), de Pablo Aura. Actualmente desarrolla dos proyectos en coautoría para cine. En el 2019, formó parte del elenco de La vida en el silencio, de Rodrigo Arnaz, junto a Juan Manuel Bernal y a Gaby de la Garza. 
En teatro, María Aura comenzó desde muy pequeña en montajes como El contrario Luzbel y en La historia del soldado de Stravinsky, al lado de su padre, Alejandro Aura. Con Jesusa Rodríguez y Liliana Felipe, en Los hijos de Freud (2000), de Carmen Boullosa, Todos eran mis hijos (2010), de Arthur Miller; Siete mujeres (2012), de Juan Ríos y Humberto Robles; Cuentos y ultramarinos, de Alejandro Aura (2011); Hamletmachine, de Heiner Muller (2012); Te vuelvo a marcar, de Nicolás Alvarado(2015); Casa Matriz (2015), de Diana Raznovich; El año de Ricardo (2016), de Angélica Liddell, bajo la dirección de Alonso Barrera; Mujeres con Aura (2016), de María Aura; Hermanas (2016), de Carol López, al lado de Cecilia Suárez y Anabel Ferreira, y Un tranvía llamado deseo (2017), de Tennessee Williams, en el papel de Stella, compartiendo protagónico con Marcus Ornellas y Mónica Dionne. En el 2019, participó en la obra de teatro Ella en mi cabeza, de Óscar Martínez, dirigida por Luis Eduardo Reyes. Con El año de Ricardo, se hizo acreedora a numerosos elogios de la crítica nacional e internacional, así como un premio especial de la Asociación de Críticos y Periodistas Teatrales de México (ACPT), por su destacada interpretación.[cita requerida]
En la televisión, María Aura ha participado en las exitosas series: Los Héroes del Norte, interpretando a Margaret; en El César, interpretando a Sabina, así como en varias telenovelas.
María fue columnista de la revista Esquire con la columna “Hombres con Aura”. Ha participado en diversos programas de fomento a la lectura. Es codirectora artística del Foro de La Fábrica en la ciudad de Querétaro, México.

## Filmografía
- 2019: La vida en el silencio. Dir. Rodrigo Arnaz
- 2018: Te juro que yo no fui. Dir. Joaquín Bissner.
- 2017: Tus feromonas me matan. Dir. Juan Carlos De Llacca.
- 2017: Testigo íntimo. Dir. Santiago Fernández Calvete.
- 2013: Me late chocolate. Dir. Joaquín Bissner.
- 2010: Las paredes hablan. Dir. Antonio Zavala.
- 2009: Pastorela. Dir. Emilio Portes.
- 2009: Amar. Dir. Jorge Ramírez Suárez.
- 2008: Arráncame la vida. Dir. Roberto Schneider.
- 2008: Conozca la cabeza de Juan Pérez. Dir. Emilio Portes.
- 2007: Oblivion. Dir. Ernesto Fundora.
- 2007: Niñas mal. Dir. Fernando Sariñana.
- 2002: Aura. Dir. Jaime Román Día.
- 2001: A la otra. Sandra Solares.
- 2001: Y tú mamá también. Alfonso Cuarón.

## Teatro
- 2022: Casi una mujer perfecta. Alonso Barrera
- 2021: El sótano. Dir. Esteban Román.
- 2019: Ella en mi cabeza. Oscar Martínez. Dir. Luis Eduardo Reyes.
- 2018: The 24 hour plays México. Dir. Enrique Singer.
- 2017: Un tranvía llamado deseo. Tennessee Williams. Dir. Iona Weissberg y Aline De La Cruz.
- 2017: Mamacitas night. Dir. Alonso Barrera
- 2017: Conejo Rojo, Conejo Blanco
- 2016: El año de Ricardo. Angélica Liddell. Dir. Alonso Barrera
- 2016: Hermanas. Carol López
- 2016: Mujeres con Aura. Dir. Alonso Barrera
- 2016: Lluvia de alegrías. Camila Villegas. Dir. Alberto Lomnitz.
- 2016: Casa Matriz. Diana Raznovich.Dir. Ana Lorena Pérezrios.
- 2014: Destino Manifiesto. Monika Revilla. Dir. Verónica Falcón.
- 2012: Hamlet Project. Dir. Alonso Barrera
- 2010: Todos eran mis hijos. Henry Miller. Dir. Francisco Franco.
- 2008: El contrario de Luzbel. Alejandro Aura. Dir. Pablo Aura
- 2000: Los hijos de Freud. Carmen Boullosa. Dir. Jesusa Rodríguez.
- 2000: Kinder Kabarett Cri Cri, Hannover. Dir. Francisco Franco.
- 1999: Los totoles. Carmen Boullosa. Dir. Alejandro Aura.
- 1994: La historia del soldado. Stravinski & Ramus. Dir. Alejandro Aura
- 1990: La sustancia. Diego Jáuregui. Dir. Alejandra Díaz de Cossío.
- 1985-1999 El Contrario Luzbel, dir. Alejandro Aura, México .

## Telenovelas
- 2008: Vivir por ti. Argos Comunicación. TV Azteca.
- 2005: Los plateados. Argos Comunicación. Telemundo.
- 2003: El alma herida. Argos Comunicación. Telemundo.

## Series de televisión
- 2023: El gallo de oro. W studios. Vix
- 2019: La búsqueda. Dinamo. Netflix
- 2018: El secreto de Selena. BTF Media. Disney Media Distribution.
- 2017: El César. BF Media. Disney Media Distribution.
- 2016: 40 y 20 . Adicta films. Televisa.
- 2010-2013: Los héroes del norte . Adicta films.
- 2009: La noche boca arriba. Canal 22.
- 2008: Tiempo final. Fox. TeleColombia.